# کلروفتانول
کلروفتانول (انگلیسی: Chlorophetanol) یک عامل ضدقارچ است.